# Katherine Clerk Maxwell
Katherine Mary Clerk Maxwell, de nacimiento Katherine Dewar (Glasgow 1824. 12 de diciembre|- 12 de diciembre de 1886, fue una física escocesa. Sus observaciones más notables se dieron en los campos de la visión en color y las viscosidades experimentales de los gases.

## Primeros años y matrimonio
Katherine Mary Dewar era hija de Susan Place y del presbítero Daniel Dewar, director del Marischal College, Aberdeen. Se conocen pocos datos de sus primeros años de vida.
Estuvo casada con James Clerk Maxwell. Cuando Katherine tenía alrededor de 30 años conoció a James Clerk Maxwell (7 años menor que ella) durante su estancia como profesor de Filosofía Natural en el Marischal College (1856–1860). Su padre, Daniel Dewar, entabló una amistad con James la cual resultó en sus visitas frecuentes a la casa de los Dewar, así como una invitación a unirse a sus celebraciones familiares. James anunció su compromiso con Katherine en febrero de 1858 y se casaron finalmente en la parroquia de Old Machar en Aberdeen el 2 de junio de 1858. La pareja no tuvo ningún hijo.

## Contribuciones científicas
Antes y durante su matrimonio Katherine ayudó a James en sus experimentos sobre la visión en color y los gases. Las observaciones de Katherine fueron muy valiosas para el trabajo científico de James. En su publicación en Philosophical Transactions titulada On the Theory of Compound Colours, and the Relations of the Colours of the Spectrum, James reconoce las observaciones de dos personas. El primero de ellos se revela como él mismo James, representado por J, pero describe a un segundo individuo anónimo como "otro observador (K)". Lewis Campbell confirma que este observador K era, en efecto, Katherine.

### Experimentos sobre la percepción del color

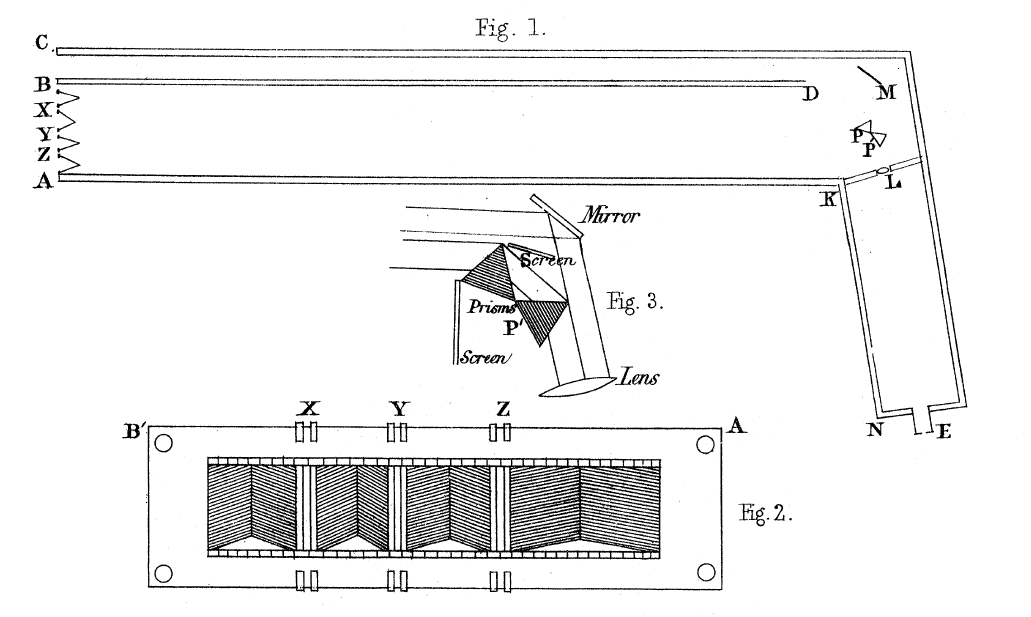
Figura 1. Diagrama del instrumento usado por James y Katherine en los experimentos sobre el color como aparece en la publicación de James Clerk Maxwell en Philosophical Transactions titulada "On the Theory of Compound Colours, and the Relations of the Colours of the Spectrum." Vol. 150 pp. 57–84. 1 de enero de 1860.

El instrumento usado para los experimentos sobre la percepción del color se muestra en la Fig.1. Fue construido juntando una caja de 1,5 metros con otra de 0,61 metros en un ángulo de 100 grados. El espejo M refleja la luz que proviene de la abertura BC hacia la lente L. Dos prismas equilaterales P difractan la luz que les llega desde las tres rendijas X, Y y Z. Esto ilumina los prismas con la combinación de los colores espectrales creados por la difracción de la luz de las rendijas. Esta luz es también visible a través de la lente L. El observador, entonces, miraba a través de la rendija E mientras el operador ajustaba la posición y anchura de cada rendija X, Y y Z hasta que el observador no podía distinguir la luz del prima de la luz blanca reflejada por el espejo. Las posiciones y anchuras de cada rendija se registraban para su posterior estudio.
James y Katherine realizaron estos experimentos en su casa. Sus vecinos supuestamente pensaban que ellos "estaban locos por pasar tantas horas mirando dentro de un ataúd". Las observaciones de Katherine diferían de las de James en varias ocasiones. James describe estas diferencias en la sección XII de su publicación, destacando que había una "notable diferencia" entre los colores percibidos por cada observador Campbell también cita lecturas de C.H. Cay por ser diferentes a las de Katherine, aunque en dicha publicación en particular en Philosophical Transactions no se menciona un tercer observador Estas observaciones llevaron a Maxwell a desarrollar su teoría sobre la percepción del color.

### Experimentos sobre los gases
En una carta a P.G. Tait, James Clerk Maxwell escribió sobre las contribuciones de Katherine a la medida de las viscosidades de los gases de su paper "On the Dynamical Theory of Gases", diciendo que Katherine "hizo todo el trabajo real de la teoría cinética" y que en ese momento estaba "... comprometida con otras investigaciones. Cuando haya terminado te haré saber su respuesta a tu investigación [sobre datos experimentales]". Una de las tareas más arduas de Katherine en estos experimentos fue mantener un fuego continuamente avivado durante horas con el fin de producir vapor a través de una tetera.
Un incendio en Glenlair destruyó la mayoría de los papeles de los Maxwell, lo que ha dificultado más todavía la labor de los historiadores para reconstruir la trayectoria científica de Katherine.

## Vida personal

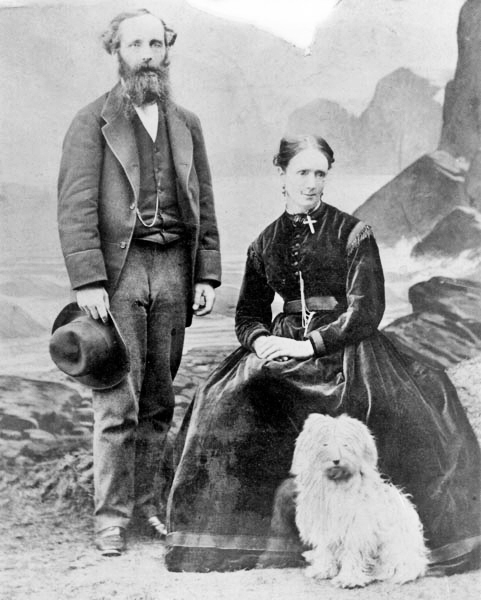
Imagen de Katherine Clerk Maxwell (sentada) con su marido James Clerk Maxwell y el perro de la pareja, Toby.

Después de la unión de Marishal College con King's College para formar la nueva Universidad de Aberdeen en 1860, James Clerk Maxwell perdió su posición y la pareja se mudó a Londres durante 5 años mientras que el marido de Katherine asumió el papel de Profesor de Filosofía Natural en King's College. Katherine cuidó a su marido durante la viruela que padeció en septiembre de 1860 y durante su infección por erisipela después de un paseo a caballo en septiembre de 1865. Los Maxwell eran aficionados a la hípica. En una carta a un amigo de la universidad, James menciona sus regulares paseos por el Brig of Urr montados en sus caballos Darling y Charlie Charlie era un caballo que James compró para Katherine en una feria equina donde James contrajo presuntamente la viruela. El caballo Charlie recibió su nombre por Charles Hope Cay, el amigo cercano al que James escribió la carta.
La pareja se mudó al estado de Glenlair alrededor de 1865, tiempo en el que James aprovechó para escribir su trabajo clave. En 1872 James se convirtió en profesor de Física Experimental en la Universidad de Cambridge. Durante este tiempo la pareja vivió en Cambridge pero continuaron pasando los veranos en Glenlair.
Katherine tuvo muchos problemas de salud y sufrió una enfermedad prolongada en 1876, dependiendo de los cuidados de su marido. A pesar de esto y de los cuidados que Katherine le dio a su marido durante sus enfermedades, Margaret Tait (la esposa de P.G. Tait) acusó a Katherine de descarrilar la carrera de James por culpa de su enfermedad y de los cuidados que recibió de este.

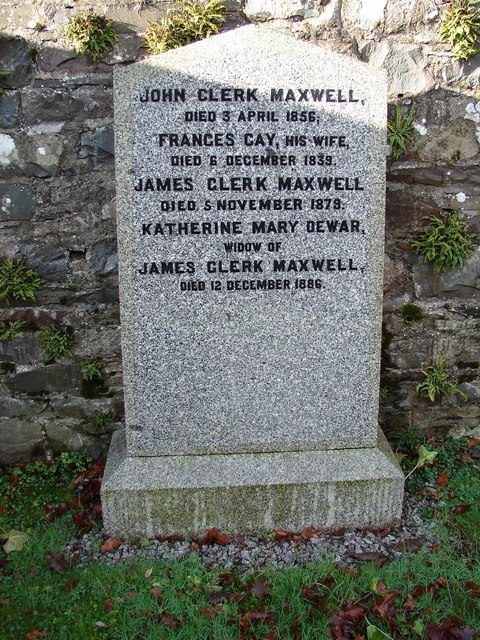
Tumba de Katherine Clerk Maxwell en Parton, donde está enterrada con su marido y los padres de él.

Katherine se quedó viuda cuando James Clerk Maxwell murió de cáncer de estómago el 5 de noviembre de 1879. El día de su muerte, James expresó su preocupación por la salud de Katherine. Durante los siete años posteriores a la muerte de su marido y anteriores a la suya no se conoce mucha información sobre la vida de Katherine.
Murió el 12 de diciembre de 1886 y fue enterrada con su marido James Clerk Maxwell en Parton, Kirkcudbrightshire, Galloway. 